# Визенски виадукт
Визенският виадукт (на немски: Wiesener Viadukt) е железопътен мост, пресичащ река Албула край град Визен в източната част на Швейцария.
Построен е през 1906-1909 година и има каменна дъгова конструкция със 7 отвора, най-големият от които е 55 m, а общата му дължина е 204 m. Мостът е собственост на железопътната компания „Ретише Бан“.